# Tarita Teriipaia
Tarita Teriipaia (29 december 1941) is een Frans-Polynesische actrice en de derde vrouw van Marlon Brando.

## Levensloop en carrière
Tarita leerde Brando kennen tijdens de opnames van Mutiny on the Bounty (1962). Voor de rol van prinses Maimiti ontving ze een Golden Globe. Datzelfde jaar werd ze zijn derde vrouw. Met Brando had ze twee kinderen: een zoon, Simon Teihotu, en een dochter, Cheyenne Brando. In 1972 scheidde het paar. Na het overlijden van Movita Castaneda en Anna Kashfi in 2015 is ze de enige ex-vrouw van Brando die nog in leven is.

## Filmografie
- Mutiny on the Bounty (1962)